# 馮寧
馮寧（1433年—？），字靖之，陝西西安府耀州同官縣人，明朝政治人物。進士出身。

## 生平
陝西鄉試第二十二名。成化二年（1466年）丙戌科會試第一百十七名，殿試登進士第三甲第一百零六名。

## 家族
曾祖馮淵。祖父馮敏。父亲馮貴，曾任副提舉。